# Vordingborg Kommune
|  | For Vordingborg Kommune før kommunalreformen i 2007, se Vordingborg Kommune (1970-2006). |
Vordingborg Kommune er en kommune i Region Sjælland efter Kommunalreformen i 2007. Allerede den 15. november 2005 blev kommunalbestyrelsen dog valgt.
Vordingborg Kommune er opstået ved sammenlægning af flg.:
- Langebæk Kommune
- Møn Kommune
- Præstø Kommune
- Vordingborg Kommune

## Byer
| Kommunens største byer |                  |                   |
| Nr                     | By               | Indbyggere (2025) |
| 1                      | Vordingborg      | 12.093            |
| 2                      | Præstø           | 3.939             |
| 3                      | Stege            | 3.765             |
| 4                      | Nyråd            | 2.524             |
| 5                      | Ørslev           | 1.979             |
| 6                      | Stensved         | 1.522             |
| 7                      | Mern             | 969               |
| 8                      | Bogø By          | 927               |
| 9                      | Køng             | 920               |
| 10                     | Lundby           | 819               |
| 11                     | Gammel Kalvehave | 705               |
| 12                     | Kalvehave        | 577               |
| 13                     | Store Damme      | 543               |
| 14                     | Bårse            | 518               |
| 15                     | Skibinge         | 338               |
| 16                     | Allerslev        | 262               |
| 17                     | Langebæk         | 257               |
| 18                     | Borre            | 235               |

## Byråd
| 11 | 2 |  | 2 | 2 | 10 |  |

| 21 | 8 |

| 8 |  | 3 | 6 | 3 | 8 |

| 20 | 9 |

| 8 |  |  | 2 | 4 | 11 | 2 |

| 18 | 11 |

| 13 |  |  |  | 3 | 8 |  |  |

| 18 | 11 |

| 11 |  | 3 |  | 2 |  | 7 | 2 |  |

| 17 | 12 |

| 11 | 2 | 2 | 3 |  |  | 7 | 2 |

| 18 | 11 |

### Nuværende byråd
| Navn                     | Parti                                    |
| ------------------------ | ---------------------------------------- |
| Mikael Smed (Borgmester) | Socialdemokratiet 11 mandater            |
| Nikolaj W. Reichel       | Socialdemokratiet 11 mandater            |
| Brit Skovgaard           | Socialdemokratiet 11 mandater            |
| Michael Larsen           | Socialdemokratiet 11 mandater            |
| Kurt Johansen            | Socialdemokratiet 11 mandater            |
| Mette Høgh Christiansen  | Socialdemokratiet 11 mandater            |
| Anders J. Andersen       | Socialdemokratiet 11 mandater            |
| Kenneth Andersen         | Socialdemokratiet 11 mandater            |
| Poul A. Larsen           | Socialdemokratiet 11 mandater            |
| Jacob Kamper             | Socialdemokratiet 11 mandater            |
| Tine Bagger Hansen       | Socialdemokratiet 11 mandater            |
| Karina Fromberg          | Venstre - 7 mandater                     |
| Michael Seiding Larsen   | Venstre - 7 mandater                     |
| Eva Sommer-Madsen        | Venstre - 7 mandater                     |
| Peter Ole Sørensen       | Venstre - 7 mandater                     |
| Karina Foss              | Venstre - 7 mandater                     |
| Ronni Lykkehus           | Venstre - 7 mandater                     |
| Kristina Themsen         | Venstre - 7 mandater                     |
| Jesper Adler             | Det Konservative Folkeparti - 3 mandater |
| Pia Viltoft Wamberg      | Det Konservative Folkeparti - 3 mandater |
| Daniel Irvold            | Det Konservative Folkeparti - 3 mandater |
| Else-Marie Langballe     | Socialistisk Folkeparti - 2 mandater     |
| Gitte Corell             | Socialistisk Folkeparti - 2 mandater     |
| Mette Gerdøe             | Enhedslisten- 2 mandater                 |
| Martin Graff Jørgensen   | Enhedslisten- 2 mandater                 |
| Heino Hahn               | Nye Borgerlige - 1 mandat                |
| Søren Hansen             | Dansk Folkeparti - 1 mandat              |
| Michael Larsen           | Radikale Venstre - 1 mandat              |
| Charlotte Bagge Hansen   | Fælleslisten - 1 mandat                  |

| Navn                   | Skiftet fra                 | Skiftet til             | Dato               |
| ---------------------- | --------------------------- | ----------------------- | ------------------ |
| Heino Hahn             | Nye Borgerlige              | Løsgænger               | 21. november 2022  |
| Mette Gerdøe           | Enhedslisten                | Løsgænger               | 26. januar 2023    |
| Martin Graff Jørgensen | Enhedslisten                | Løsgænger               | 30. juni 2023      |
| Torben Folke Månsson   | Fælleslisten                | Moderaterne             | 28. september 2023 |
| Daniel Irvold          | Det Konservative Folkeparti | Løsgænger               | 3. oktober 2023    |
| Heino Hahn             | Løsgænger                   | Nye Borgerlige          | 30. januar 2024    |
| Martin Graff Jørgensen | Løsgænger                   | Socialistisk Folkeparti | 24. februar 2024   |
| Daniel Irvold          | Løsgænger                   | Radikale Venstre        | 15. august 2024    |
| Heino Hahn             | Nye Borgerlige              | Løsgænger               |                    |

| Udtrådt                | Indtrådt             | Parti        | Dato          |
| ---------------------- | -------------------- | ------------ | ------------- |
| Charlotte Bagge Hansen | Torben Folke Månsson | Fælleslisten | 28. juni 2023 |

### Byråd 2018-2022
| Navn                          | Parti                           |
| ----------------------------- | ------------------------------- |
| Mikael Smed (Borgmester)      | Socialdemokratiet - 13 mandater |
| Nikolaj W. Reichel            | Socialdemokratiet - 13 mandater |
| Kurt Johansen                 | Socialdemokratiet - 13 mandater |
| Mette Høgh Christiansen       | Socialdemokratiet - 13 mandater |
| Brit Skovgaard                | Socialdemokratiet - 13 mandater |
| Michael Larsen                | Socialdemokratiet - 13 mandater |
| Thorbjørn Kolbo               | Socialdemokratiet - 13 mandater |
| Anders J. Andersen            | Socialdemokratiet - 13 mandater |
| Poul A. Larsen                | Socialdemokratiet - 13 mandater |
| Kenneth Andersen              | Socialdemokratiet - 13 mandater |
| Carsten Olsen                 | Socialdemokratiet - 13 mandater |
| Susan Thydal                  | Socialdemokratiet - 13 mandater |
| Jesper Berring-Poulsen        | Socialdemokratiet - 13 mandater |
| Michael Seiding Larsen        | Venstre - 8 mandater            |
| Peter Ole Sørensen            | Venstre - 8 mandater            |
| Karina Foss                   | Venstre - 8 mandater            |
| Karina Fromberg               | Venstre - 8 mandater            |
| Eva Sommer-Madsen             | Venstre - 8 mandater            |
| Anders Thestrup               | Venstre - 8 mandater            |
| Kirsten Overgaard             | Venstre - 8 mandater            |
| Bo Manderup                   | Venstre - 8 mandater            |
| Heino Hahn                    | Dansk Folkeparti - 3 mandater   |
| John Pawlik                   | Dansk Folkeparti - 3 mandater   |
| Marie Hansen                  | Dansk Folkeparti - 3 mandater   |
| Else-Marie Langballe Sørensen | SF - 1 mandat                   |
| Mette Gerdøe-Frederiksen      | Enhedslisten - 1 mandat         |
| Daniel Irvold                 | Konservative - 1 mandat         |
| Michael Larsen                | Radikale Venstre - 1 mandat     |
| Ann Busch                     | Alternativet - 1 mandat         |

| Navn        | Skiftet fra      | Skiftet til    | Dato         |
| ----------- | ---------------- | -------------- | ------------ |
| Heino Hahn  | Dansk Folkeparti | Nye Borgerlige | 19. maj 2020 |
| John Pawlik | Dansk Folkeparti | Nye Borgerlige | 19. maj 2020 |

## Borgmestre
| Navn                   | Parti             | Periode                            |
| ---------------------- | ----------------- | ---------------------------------- |
| Henrik Holmer          | Socialdemokratiet | 1. januar 2007 - 31. december 2013 |
| Knud Larsen            | Venstre           | 1. januar 2014 - 31. marts 2017    |
| Michael Seiding Larsen | Venstre           | 31. marts 2017 - 31. december 2017 |
| Mikael Smed            | Socialdemokratiet | 1. januar 2018 -                   |